# ستيفان اندكفيست
ستيفان اندكفيست هو لاعب هوكي الجليد سويدي، ولد في 18 فبراير 1978 في Krylbo ‏ في السويد.

## وصلات خارجية
- ستيفان اندكفيست على موقع دوري الهوكي الوطني (الإنجليزية)
- ستيفان اندكفيست على موقع EliteProspects.com (الإنجليزية)
- ستيفان اندكفيست على موقع HockeyDB.com (الإنجليزية)